# Domenico Bondi
Domenico Bondi (Villa Minozzo, 19 settembre 1908 – Ciano d'Enza, 26 gennaio 1945) è stato un carabiniere e partigiano italiano.

## Biografia
Nato nella frazione di Morsiano di Villa Minozzo, da Paolo e Gelsomina Battistelli, a sedici anni diventa carabiniere. Dopo l'8 settembre 1943, quando si trovava presso la Legione carabinieri di Bologna, aderì alla Resistenza, rifornendo di munizioni e di armi i primi gruppi partigiani e poi arruolandosi nella formazione Gufo-Spera, comandata dagli ufficiali dell'Arma Antonio Ganci e Pietro Guarnera. Bondi prima svolse attività di propaganda presso i giovani del suo paese, incitandoli a non presentarsi alle chiamate alle armi, e verso i contadini, invitandoli a non consegnare all'ammasso la produzione agricola.
Successivamente entrò nella 26ª Brigata Garibaldi, operante sull'Appennino reggiano, col nome di battaglia di Fioravante e il ruolo di intendente della Brigata. Bondi partecipò a numerosi scontri armati, ma soprattutto mantenne i collegamenti tra le formazioni partigiane bolognesi, modenesi e reggiane. Il 12 gennaio 1945, nel corso di una missione, fu catturato dai nazifascisti a Secchio di Villa Minozzo. In quell’occasione aveva ricevuto l’ordine di resistere ad oltranza con i suoi uomini, ma i militari, dopo diverse ore furono però costretti a desistere. Riuscì a metterli in salvo, a costo però della carcerazione e della sua stessa vita. Successivamente, venne condotto nella famigerata sede del centro torture di Ciano d’Enza. Dopo aver resistito per giorni alle torture, fu fucilato dai suoi aguzzini.
A Domenico Bondi è stata intitolata una via nel suo paese natale, dove è stata anche affissa nel 2001 una lapide a ricordo suo e di un altro carabiniere valoroso. A Domenico Bondi e ad altri tre partigiani è stato dedicato, nel 2002, il trofeo giovanile di atletica leggera che l'UISP ha organizzato a Castelnovo ne' Monti.
A Bondi sono stati anche intitolati il 55º Corso allievi carabinieri effettivi (tenutosi a Roma presso la Scuola allievi Carabinieri Caserma Capitano Orlando De Tommaso nel 1978), il 178º Corso allievi carabinieri ausiliari (tenutosi a Fossano presso il 2º Btg. della Scuola Allievi di Torino nel 1993), il 143º Corso allievi carabinieri (tenutosi nelle Scuole Allievi carabinieri nel 2023) e la caserma dell'Arma inaugurata il 6 maggio 2006 a San Polo d'Enza.